# Qué!
Qué! va ser un diari gratuït en llengua castellana, publicat des del 2005 fins al 29 de juny de 2012 i pertanyent al grup Vocento des de l'1 d'agost de 2007. Es caracteritzava per una especial atenció als temes de societat i quotidians, els successos i notícies insòlites, a diferència d'altres diaris similars.
Editat inicialment per Factoría de Información SA, participada per Grupo Recoletos i el Grupo Godó, en tan sols dos anys va aconseguir convertir-se en el segon diari gratuït més llegit a nivell estatal i arribar al 26% de la quota de mercat publicitari. Va tenir 120 persones en plantilla i diverses edicions locals a Aragó (a l'inici només a Saragossa), Astúries, Barcelona, Bilbao, Castelló, La Rioja, Madrid, Màlaga, Sevilla i València.
El 29 de juny de 2012 va publicar la seva darrera edició impresa a totes les localitats (excepte a Bilbao a on continua amb el nom de Qué! Nervión) a causa de la crisi publicitària de l'època, reconvertit-se en un diari només digital.